# سمان الغابة
سمان الغابة (الاسم العلمي: Odontophorus) هو جنس من الطيور يتبع فصيلة سمان العالم الجديد من رتبة الدجاجيات.